# Fuoco sulle masse
Fuoco sulle masse è un album dell'artista reggae italiano Babaman, pubblicato nel 2006 dalla Vibrarecords.

## Tracce
1. Intro
2. Bad bwoy
3. Perché io sono
4. Bdp freestyle
5. No war
6. Il giorno che vedrai
7. Sua Maestà
8. Metti la puntina
9. Ma ormai
10. Shake your body gal (feat. Bassi Maestro)
11. Bruciali tutti
12. Interlude
13. Mi scalda il cuore
14. Io la vedo stupida
15. Grande metropoli
16. Vero suono per i bad bwoy